# کارفور، هائیتی
کارفور، هائیتی (کریول آییسینی: Kafou)، (به فرانسوی: Carrefour) یک منطقه عمدتاً مسکونی در بخش پورتو پرنس در شهرستان غربی هائیتی است. این منطقه یکی از بزرگ‌ترین مناطق شهرداری در جمهوری هائیتی از نظر مساحت و جمعیت است و شامل ۱۳ بخش مشترک است. مرکز شهری به مناطق یا ناحیه‌هایی تقسیم شده است: بخشی از فونتامارا، بیزوتون، دیکوئینی، ثور، ماهوتییر، کوت پلاژ، وانی، آرکاشون، مونرپوس، بروشت، لمانتین، ریویر فروید و بخشی از ماریانی. برخی از این محله‌ها بیش از ۱۰۰۰۰ نفر جمعیت دارند.
بیشتر شهرداری کارفور در بخش‌های کوهستانی آن متمرکز شده است. نبود جاده‌های آسفالت شده و نگهداری شده دسترسی با ماشین یا کامیون را دشوار می‌کند.
قبل از تبعید ژان-کلود دووالیه، کارفور به عنوان یک مقصد گردشگری هائیتی دیده می‌شد. با این حال، به دلیل افزایش خشونت و بی‌ثباتی سیاسی در این کشور، این منطقه با چالش‌های قابل توجهی از جمله فقر، جرم و جنایت و زیرساخت‌های ناکافی مواجه شده است.